# Zalewo
Zalewo (dawniej Zełwałd, niem. Saalfeld i. Ostpreussen) – miasto w województwie warmińsko-mazurskim, w powiecie iławskim, położone nad jeziorem Ewingi na Pojezierzu Iławskim, w bliskim sąsiedztwie Puszczy Pruskiej. Siedziba gminy miejsko-wiejskiej Zalewo.
Według danych GUS z 1 stycznia 2024 r. Zalewo liczyło 2026 mieszkańców.
W latach 1752-1975 Zalewo leżało w powiecie morąskim. W latach 1946–1998 administracyjnie należało do województwa olsztyńskiego.
Zalewo leży w obszarze dawnej pruskiej Pogezanii oraz na terenie historycznych Prus Górnych. Prawa miejskie otrzymało w 1305. Od 1525 do 1752 było stolicą okręgu górnopruskiego, jednego z trzech okręgów administracyjnych Prus Książęcych. Po II wojnie światowej w 1945 utraciło prawa miejskie, by je odzyskać w 1987.
Obecnie miasto jest ośrodkiem handlowo-usługowym z rozwiniętym przemysłem (głównie drzewnym i metalurgicznym) i dużymi zasobami rolniczymi. Przebiega przez nie droga wojewódzka nr 519 ze Starego Dzierzgonia do Morąga. Zalewo w 1945 roku utraciło połączenie kolejowe na skutek demontażu szyn przez Armię Czerwoną. Miasto posiada oczyszczalnię ścieków, której budowa ma zredukować wysoki poziom zanieczyszczenia jeziora Ewingi.

## Położenie
Według danych z 1 stycznia 2011 powierzchnia miasta wynosiła 8,22 km².
Pod względem historycznym Zalewo leży na obszarze dawnej Pomezanii, w Prusach Górnych, a także na Powiślu.

## Instytucje publiczne
Główne instytucje publiczne w Zalewie to:
- Morąsko-Zalewski Bank Spółdzielczy
- Miejsko-Gminna Biblioteka Publiczna
- Gminne Centrum Informacji
- Przedsiębiorstwo Usług Komunalnych
- Poczta
- Posterunek policji
- Ochotnicza Straż Pożarna
- Zespół Szkół
- Przedszkole Miejskie
- Zakład Gospodarki Komunalnej w Zalewie
- Miejsko-Gminne Centrum Kultury

## Historia

### Średniowiecze

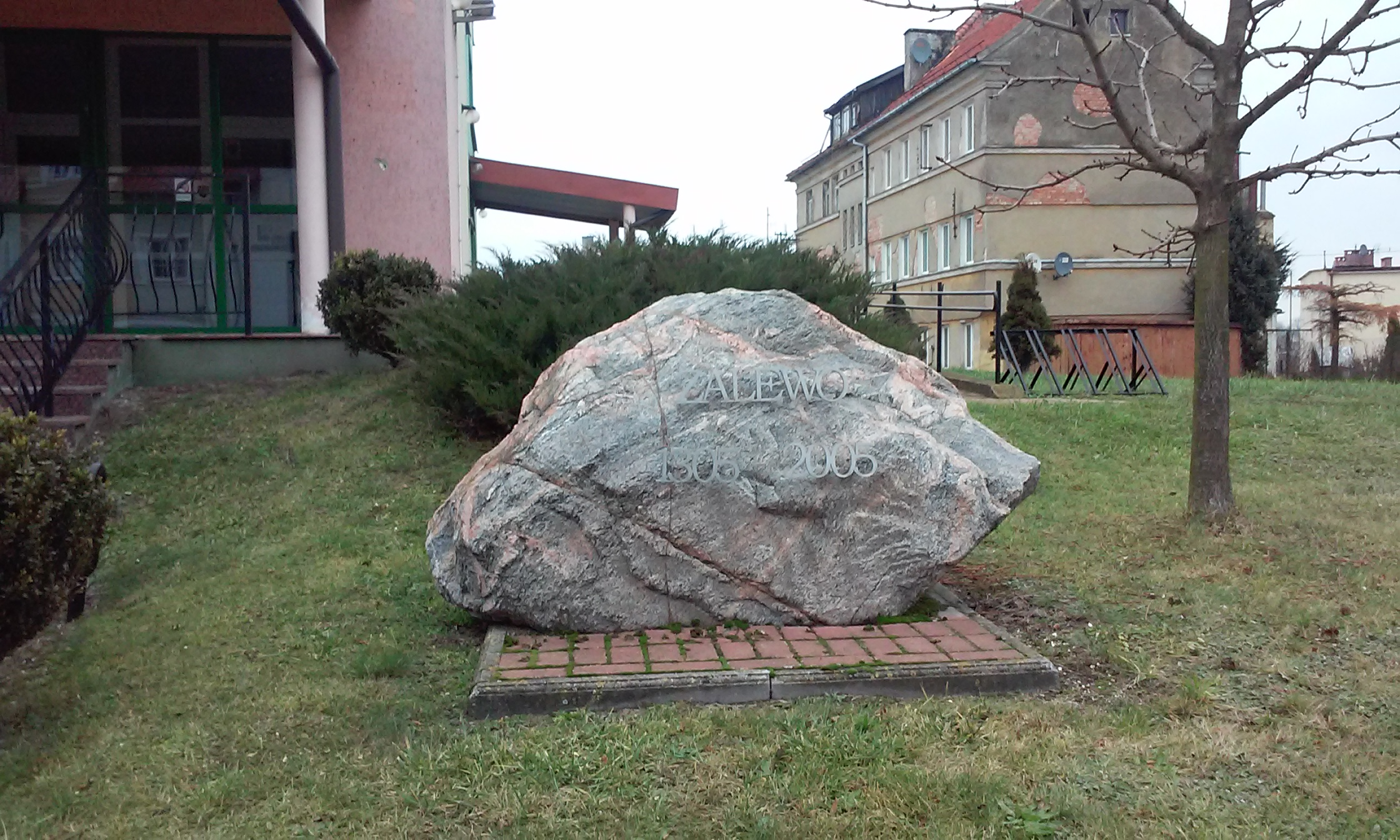
Kamień upamiętniający 700-lecie otrzymania praw miejskich

Miasto powstało w końcu XIII wieku założone przez Krzyżaków na pograniczu podbitych terytoriów plemiennych pruskich Pogezanów i Pomezanów, w pobliżu dawnej pogezańskiej włości Zambroch. W strategicznym miejscu Krzyżacy wznieśli zamek obronny, w latach 1299–1301. Budowę zamku przypisuje się Henrykowi Zuckschwertowi – komturowi dzierzgońskiemu. Wokół zamku powstało osiedle (tzw. Podgrodzie). Miasto i zamek zbudowano jako jedno z miast Prus Górnych, która stanowiła najbardziej położną na zachód część Prus.
Pierwsi osadnicy byli Sasami. Prawa miejskie otrzymało w 1305 roku z nadania komtura dzierzgońskiego Sieghardta von Schwarzburga. Prawa poszerzono w 1320 i ponowiono w 1334 (na prawie chełmińskim). Miasto zasiedlili kolonizatorzy niemieccy, którzy nadali mu nazwę Saalfeld/Saale, od nazwy miasta w Turyngii. W XV wieku, po wojnach polsko-krzyżackich, do Zalewa zaczęła napływać również ludność polska (głównie z ziemi chełmińskiej) i wówczas pojawiła się spolszczona nazwa miasta – Zełwałd. Z czasem nazwa przyjęła współczesna formę – Zalewo.

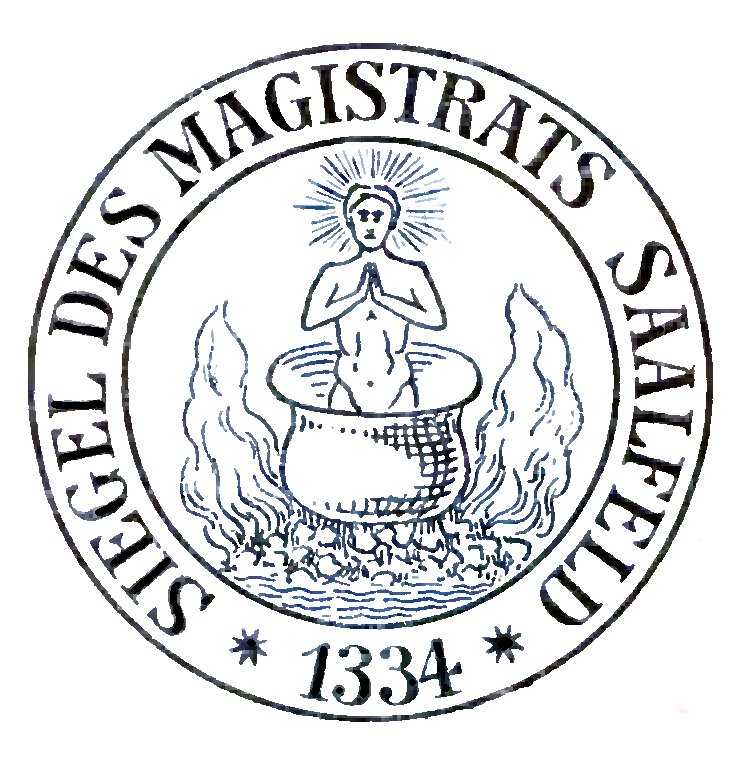
Dawna pieczęć miasta Zalewo

W roku 1410 i 1414 Zalewo zajęte było przez wojska Władysława Jagiełły. Przed wojną trzynastoletnią (1454–1466) miasto odmówiło wierności Zakonowi. W wyniku postanowień pokoju toruńskiego, pozostało podobnie jak całe Prusy Górne w granicach państwa zakonnego (od 1525 Prus Książęcych), lecz pod zwierzchnictwem Korony Polskiej jako lenno.

### Nowożytność
W latach 1525–1752 miasto było stolicą okręgu górnopruskiego (niem. Hauptort des Oberlāndisches Kreises), jednego z trzech okręgów administracyjnych Prus Książęcych, natomiast w latach 1587–1751 stanowiło także siedzibę konsystorza dla Pomezanii. Od 1554 istniał tu polski kościół, a nabożeństwa po polsku odprawiano do 1770. 
Zalewo zniszczone zostało w czasie wojen szwedzkich (XVII wiek). Duże zniszczenia wniknęły na skutek pożaru w 1688, znacznie uszkodzony został także ratusz. Z kolei w roku 1710 w mieście wybuchła epidemia dżumy, z której ocalało zaledwie 7 rodzin. Miasto utraciło wówczas na znaczeniu. W wyniku reformy Fryderyka II w 1752 znalazło się w nowo utworzonym powiecie Morąg, w starostwie Przezmark. Od 1818 należało do nowego powiatu morąskiego.
Szkoła w Zalewie istniała od XV do XVIII wieku, jej ukończenie uprawniało do studiów uniwersyteckich. Uczono w niej także języka polskiego. W latach 1777–1780 uczył się w niej Krzysztof Celestyn Mrongowiusz.

### XIX-XXI wiek
Podczas wojen napoleońskich w roku 1807 w Zalewie kwaterowały wojska generała Jana Henryka Dąbrowskiego.
W drugiej połowie XIX wieku Zalewo przeżywało rozwój gospodarczy, spowodowany budową Kanału Elbląskiego i linii kolejowej Ostróda-Elbląg (wybudowana w 1893, rozebrana w 1945).
Pod koniec XIX wieku w okolicach Zalewa swoje badania prowadziła Elisabeth Lemke, badaczka folkloru, pradziejów oraz botaniki Prus Górnych.
W czasie II wojny światowej zostało zniszczone w 70% i utraciło prawa miejskie. Przyczyną zniszczeń były podpalenia kamienic Rynku Głównego przez wojska radzieckie prowadzone notorycznie od 22 do 29 stycznia 1945 roku. Materiały budowlane uzyskane ze zgliszczy kamienic Starego Miasta zostały odesłane do Warszawy, aby wykorzystać je przy odbudowie stolicy.
W latach 1946–1998 miejscowość należała administracyjnie do województwa olsztyńskiego.
Miasto odzyskało prawa miejskie dopiero w 1987 roku. Po reformie administracyjnej w 1999 roku Zalewo ulokowano w granicach powiatu iławskiego. W 2005 obchodzono 700. rocznica nadania pierwszych praw miejskich.

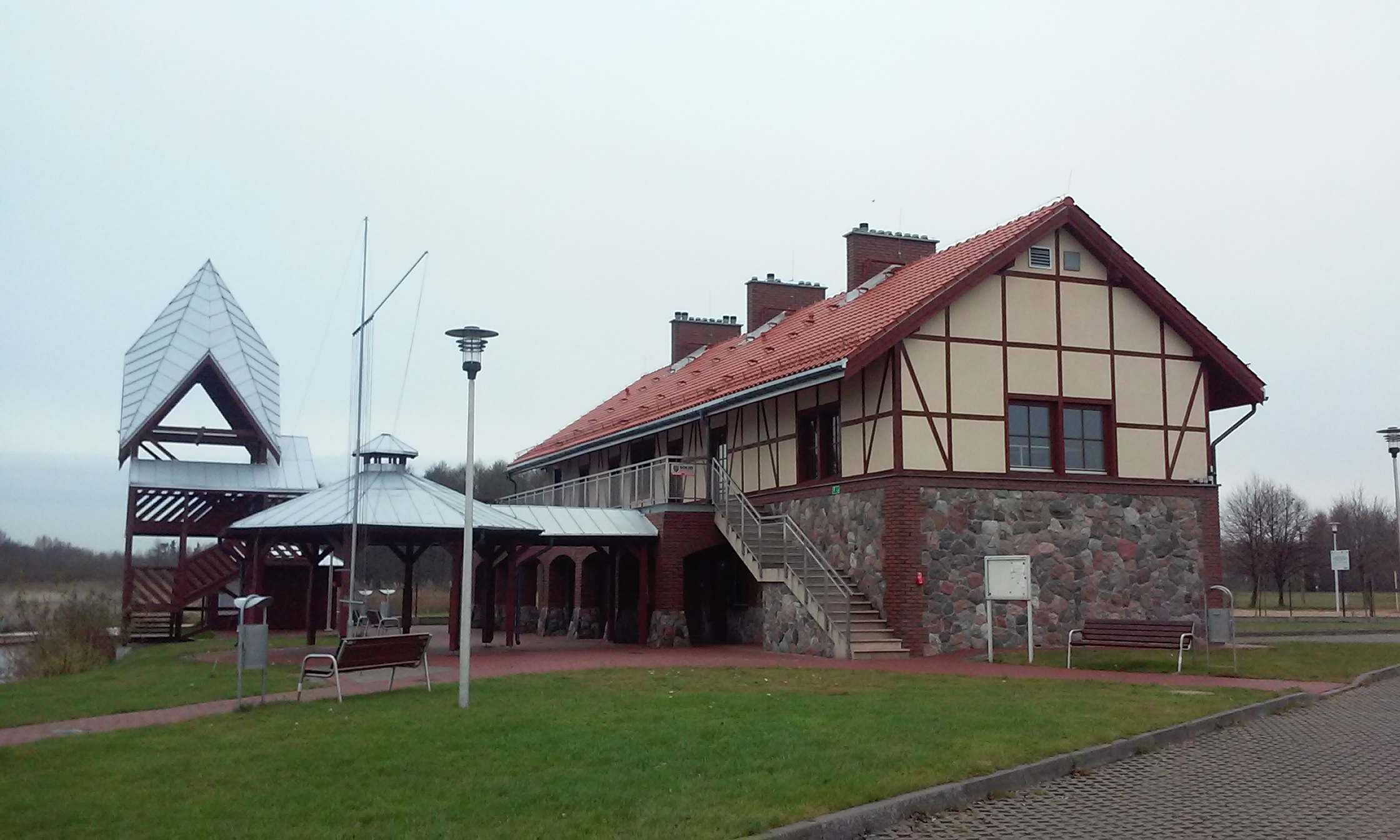
Budynki Ekomariny Zalewo

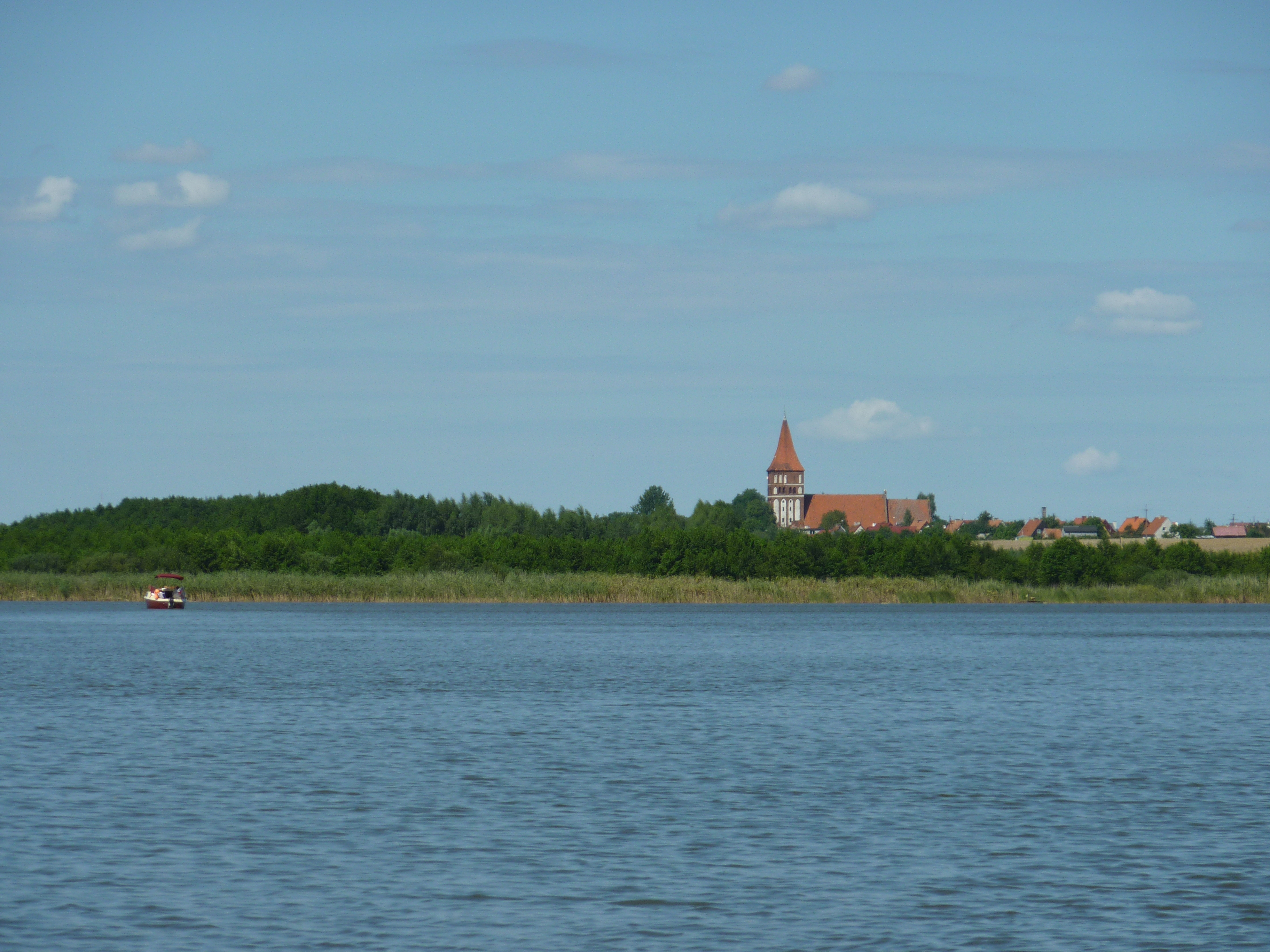
Widok z jeziora Ewingi

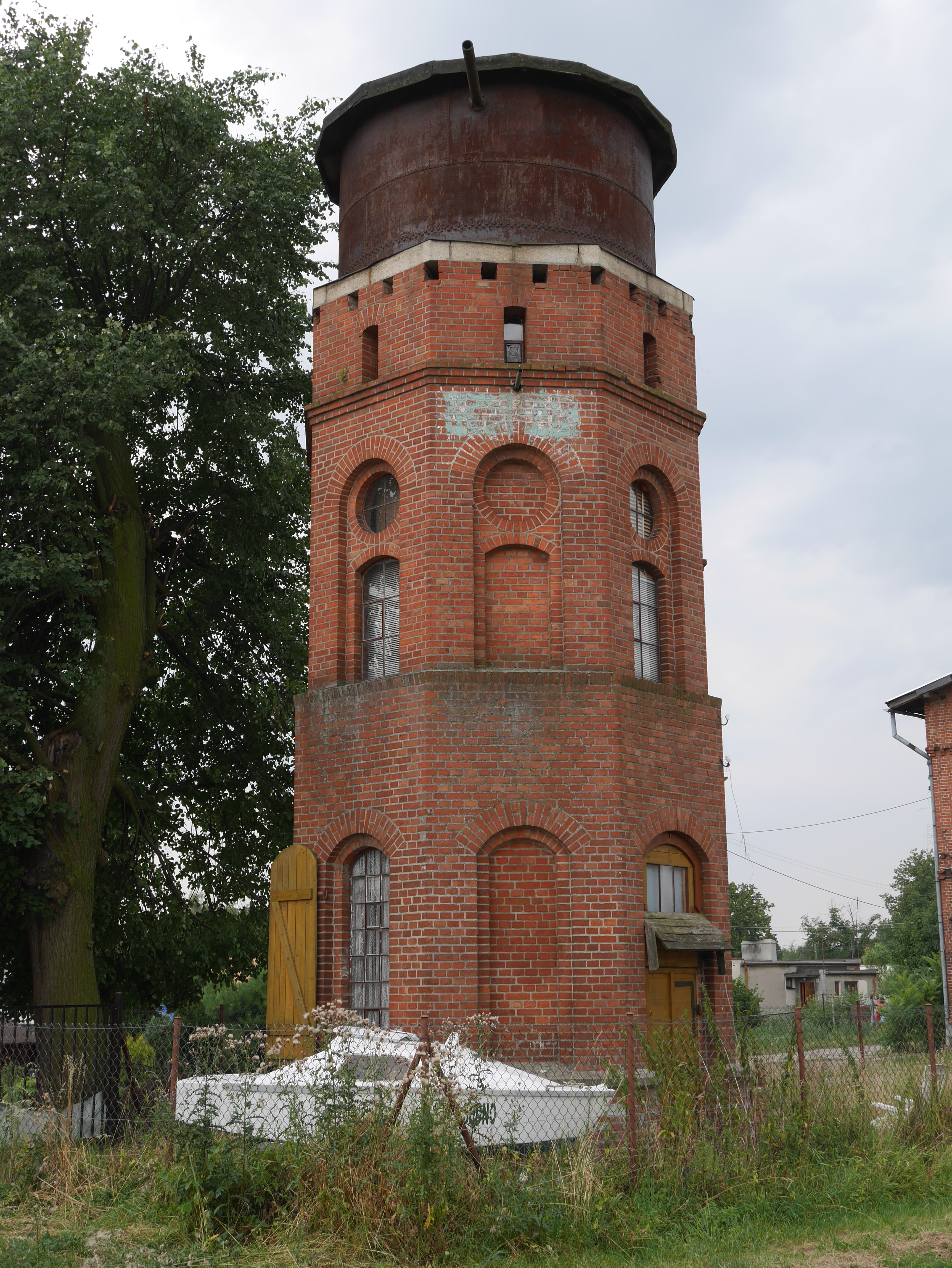
Dawna wieża ciśnień

W 1991 roku w trakcie budowy garaży w okolicach starego miasta został odnaleziony skarb złotych monet z lat 1252–1334. Na motywach tego wydarzenia Jerzy Ignaciuk napisał powieść z cyklu Pan Samochodzik: Jerzy Szumski, Pan Samochodzik i floreny z Zalewa.
W kwietniu 2013 roku, na brzegu jeziora Ewingi, została oddana do użytku Ekomarina Zalewo – nowoczesna, ekologiczna przystań żeglarska.
W remizie strażackiej w Zalewie reżyser Piotr Trzaskalski, przy udziale mieszkańców miasta, nakręcił kilka scen do polskiego dramatu obyczajowego „Mistrz”.

### Archeologia
W maju 2016 na polu poza miastem odkryto przypadkowo skarb składający się z 86 srebrnych denarów datowanych na I i koniec II wiek n.e. Najstarsza moneta datowana jest na 96 r. pochodzi z mennicy cesarza Nerwy, najmłodsza z przełomu lat 194–195, z czasów Septymiusza Sewera. Monety spod Zalewa zostały po raz pierwszy zaprezentowane na zamku w Ostródzie 14 maja 2016 podczas Nocy Muzeów.

## Demografia
Według danych z 31 grudnia 2012 miasto miało 2222 mieszkańców.

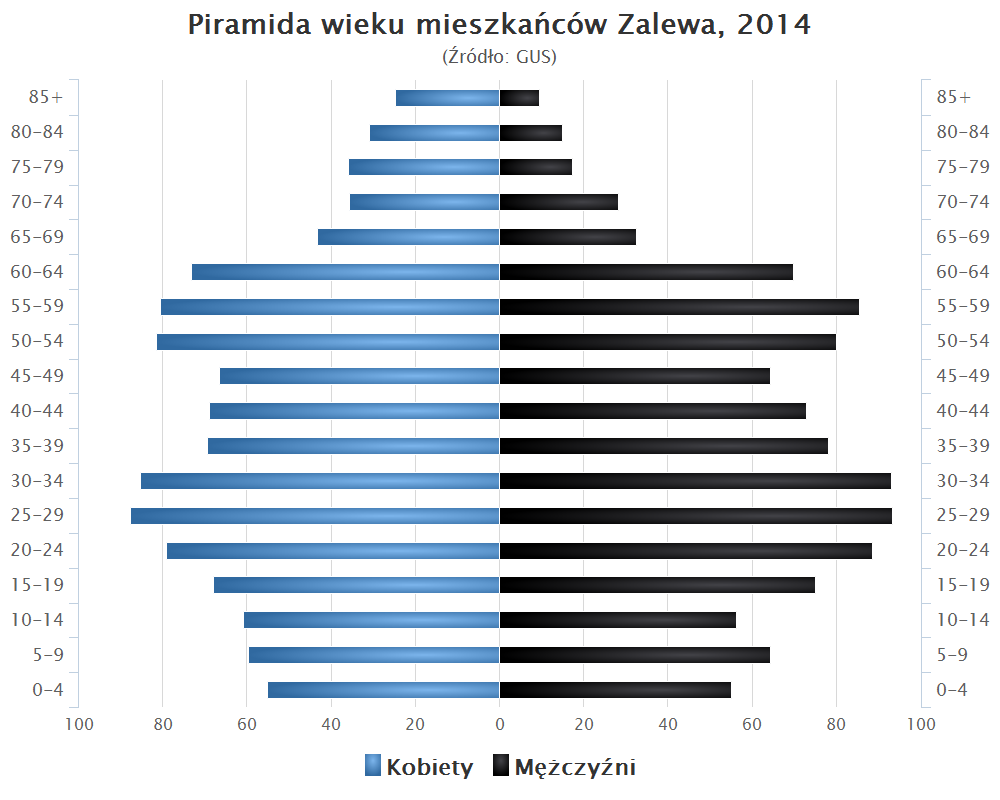
Piramida wieku mieszkańców Zalewa w 2014 roku

## Zabytki

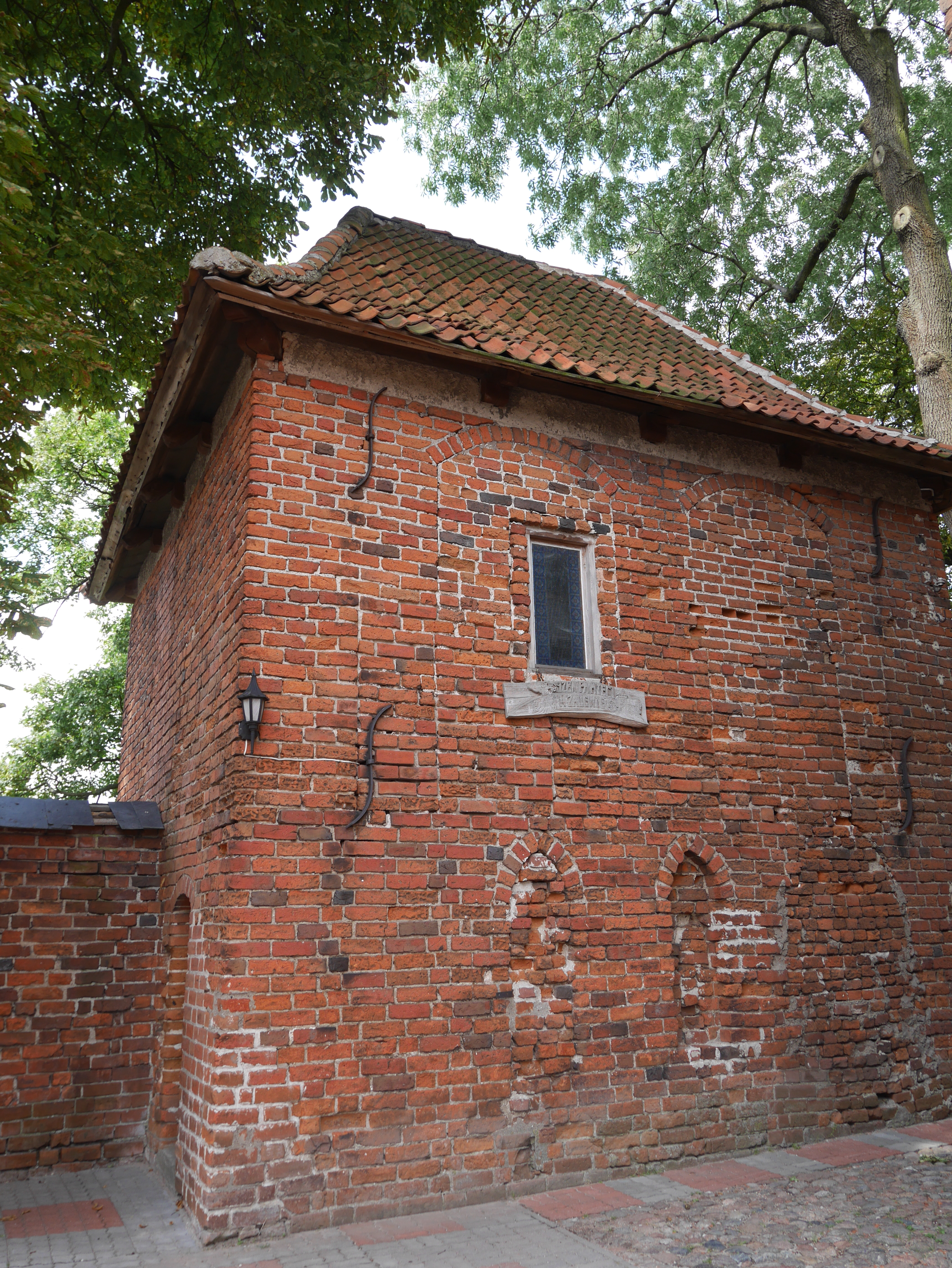
Baszta w Zalewie z XIV w.

- gotycki kościół św. Jana Apostoła i Ewangelisty z XIV wieku
- pozostałości murów miejskich, XIV – XVI wiek, wraz z czworoboczną basztą
- domy z XIX wieku (przy ulicach: Elbląskiej, 1 maja, gen. Traugutta i Kolejowej)
- budynek Zespołu Szkół
- cmentarz żydowski
- kaplica Świętej Rodziny
- stary młyn przy ul. Kolejowej
- wieża ciśnień przy ul. Kasztanowej
- ul. Ślusarska
- niemiecka kamienica przy ul. Żeromskiego 7 (tzw. „Jedynka”)
- dom przy dawnym dworcu kolejowym przy ulicy Jesionowej

## Edukacja

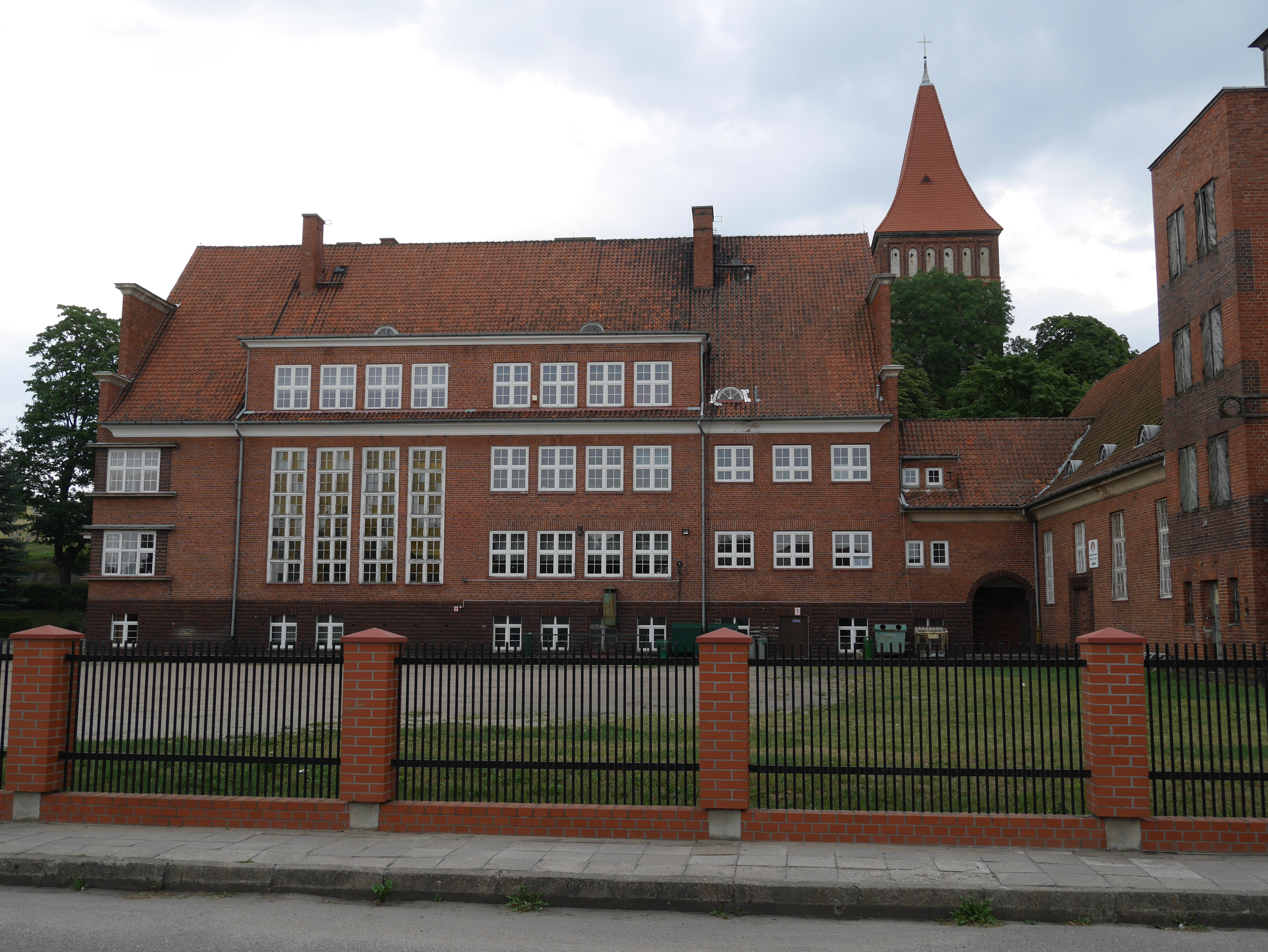
Zespół Szkół w Zalewie

Szkoła w Zalewie prawdopodobnie powstała już w XIV w. Pierwsza informacja w dokumentach o jej istnieniu pochodzi z 1404 r. i nosiła nazwę „prowincjonalnej”. Od roku 1599 nosiła nazwę szkoły książęcej. W tamtych czasach szkoła w Zalewie była na wysokim poziomie, a jej ukończenie uprawniało do studiów uniwersyteckich (podobnie jak szkół w Bartoszycach, Ełku, Kętrzynie i Pasłęku). Podstawowym przedmiotem w zalewskiej szkole była łacina. Od połowy XVI w. aż do XVIII uczono w niej także języka polskiego. W latach 1777–1780 uczył się w niej Mrongowiusz. W 1801 r. w szkole uczyło się 51 uczniów. Wkrótce po tej dacie szkołę zastąpiono dwiema odrębnymi placówkami: wyższą szkołą miejską przeznaczoną dla dzieci mieszczan oraz szkołą dla ubogich (Armenschule). Jednak żadna z nich nie dawała już prawa wstępu na uczelnie wyższe. Pod koniec XIX obie te placówki połączono, tworząc szkołę ludową (podstawowa, powszechna). W roku 1927 utworzono w Zalewie gimnazjum. W 1935 r. do szkoły ludowej uczęszczało 383 dzieci, natomiast do gimnazjum 129.
Obecnie w Zalewie istnieje Zespół Szkół, w skład którego wchodzą:
- Szkoła Podstawowa im. Konstantego Ildefonsa Gałczyńskiego
- Gimnazjum w Zalewie

## Wspólnoty religijne

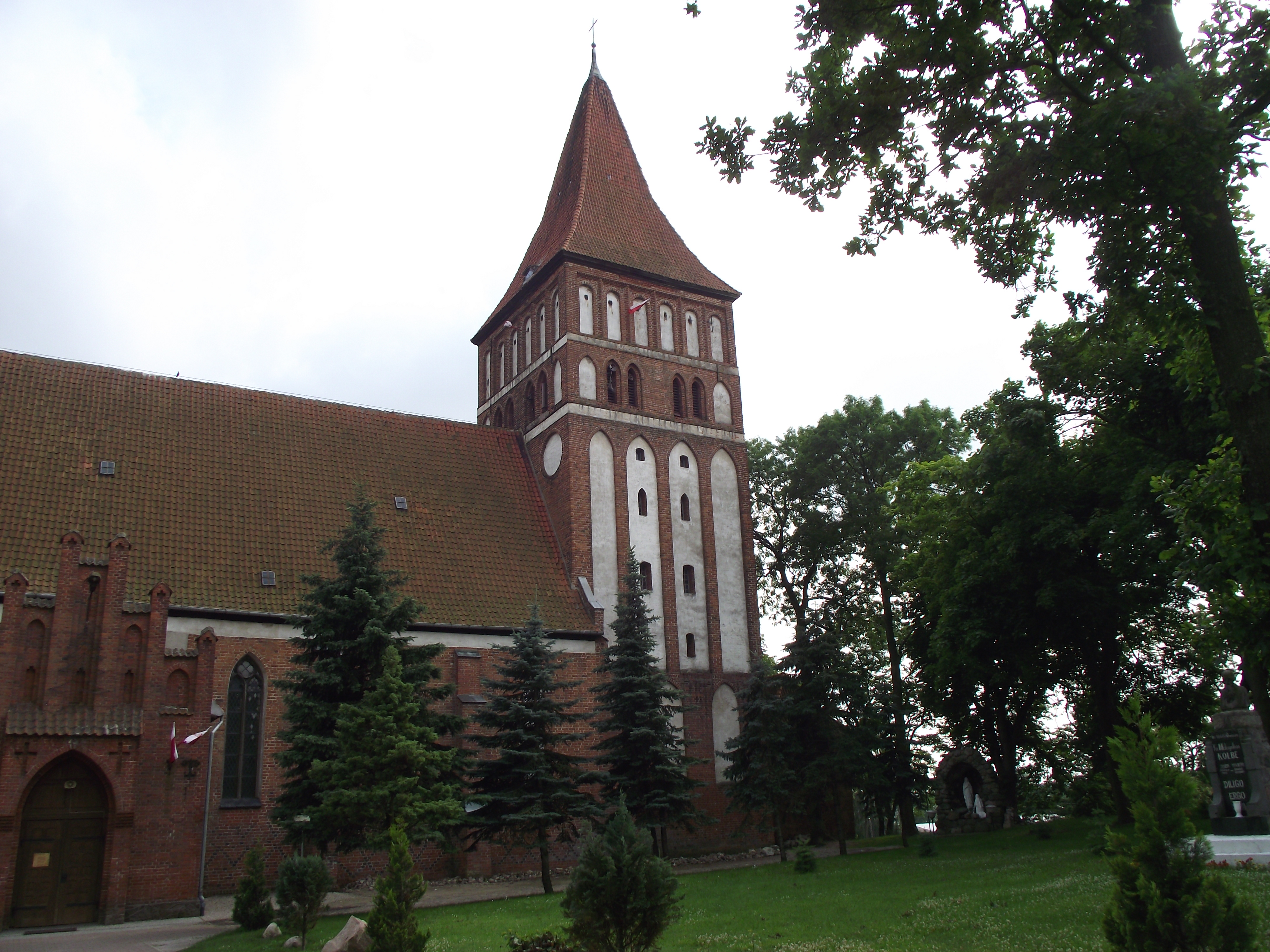
Kościół Świętego Jana Apostoła

- Parafia św. Jana Apostoła w Zalewie

## Sport
Kluby sportowe w Zalewie:
- KS Ewingi Zalewo – piłka nożna mężczyzn
- UKS Zefir – żeglarstwo

## Urodzeni w Zalewie
- Grażyna Prokopek, polska lekkoatletka, biegaczka średniodystansowa, medalistka mistrzostw Europy.
- Czesław Najmowicz - polski lekkoatleta, wielokrotny zwycięzca maratonów, działacz społeczny, samorządowiec, burmistrz Ostródy w latach 2012-2018.

## Współpraca międzynarodowa
Miasta i gminy partnerskie:
- Saalfeld/Saale
- Rudziszki[15].

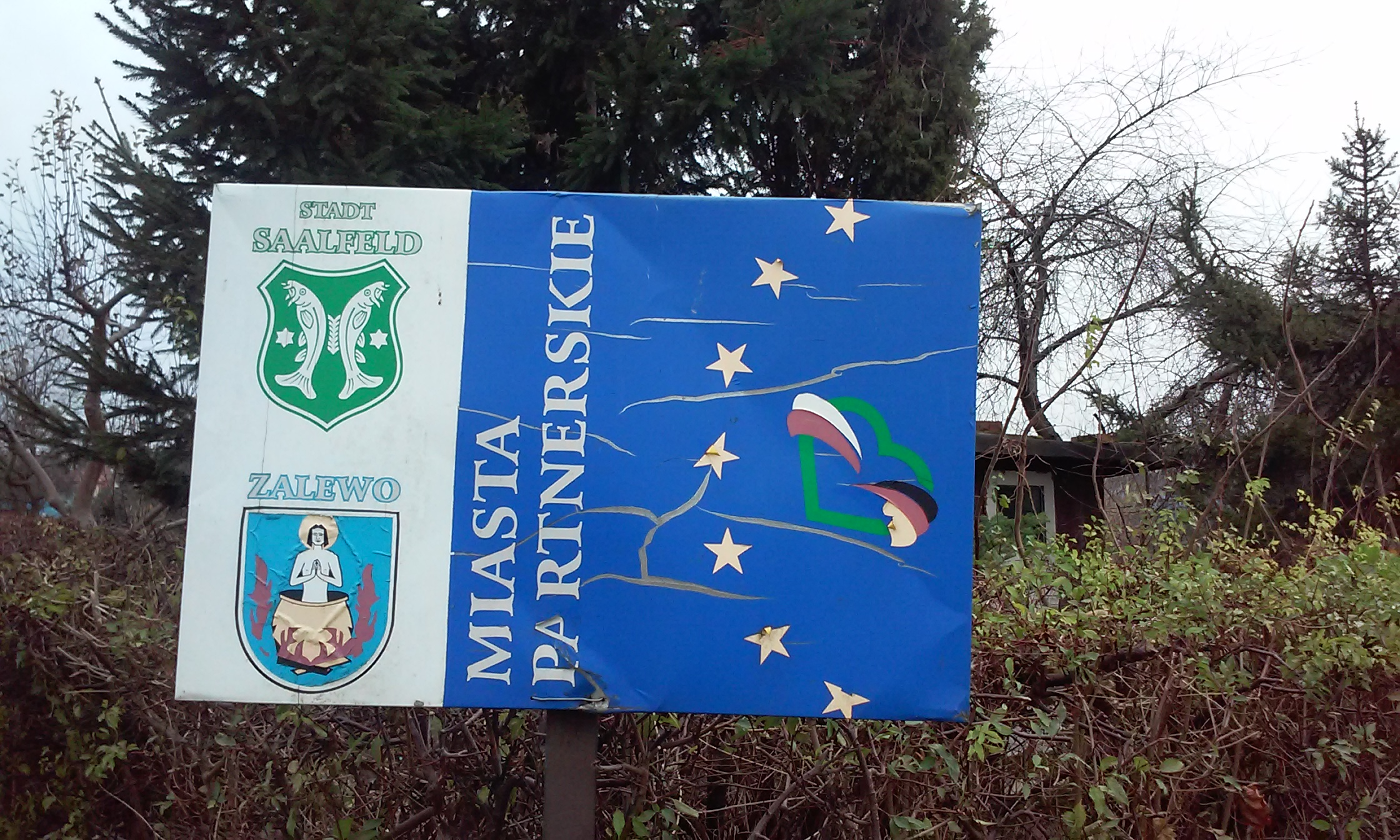
Zalewo, tablica miast partnerskich

Współpraca bez umowy o partnerstwie:
- Sokolov[16][17].